# Ренклод
Ренклод або ренгло́та — плодове дерево з роду Слива (Prunus) сімейства Розові (Rosaceae). Вважається підвидом домашньої сливи (Prunus domestica) — Prunus domestica subsp. italica.

## Ботанічний опис

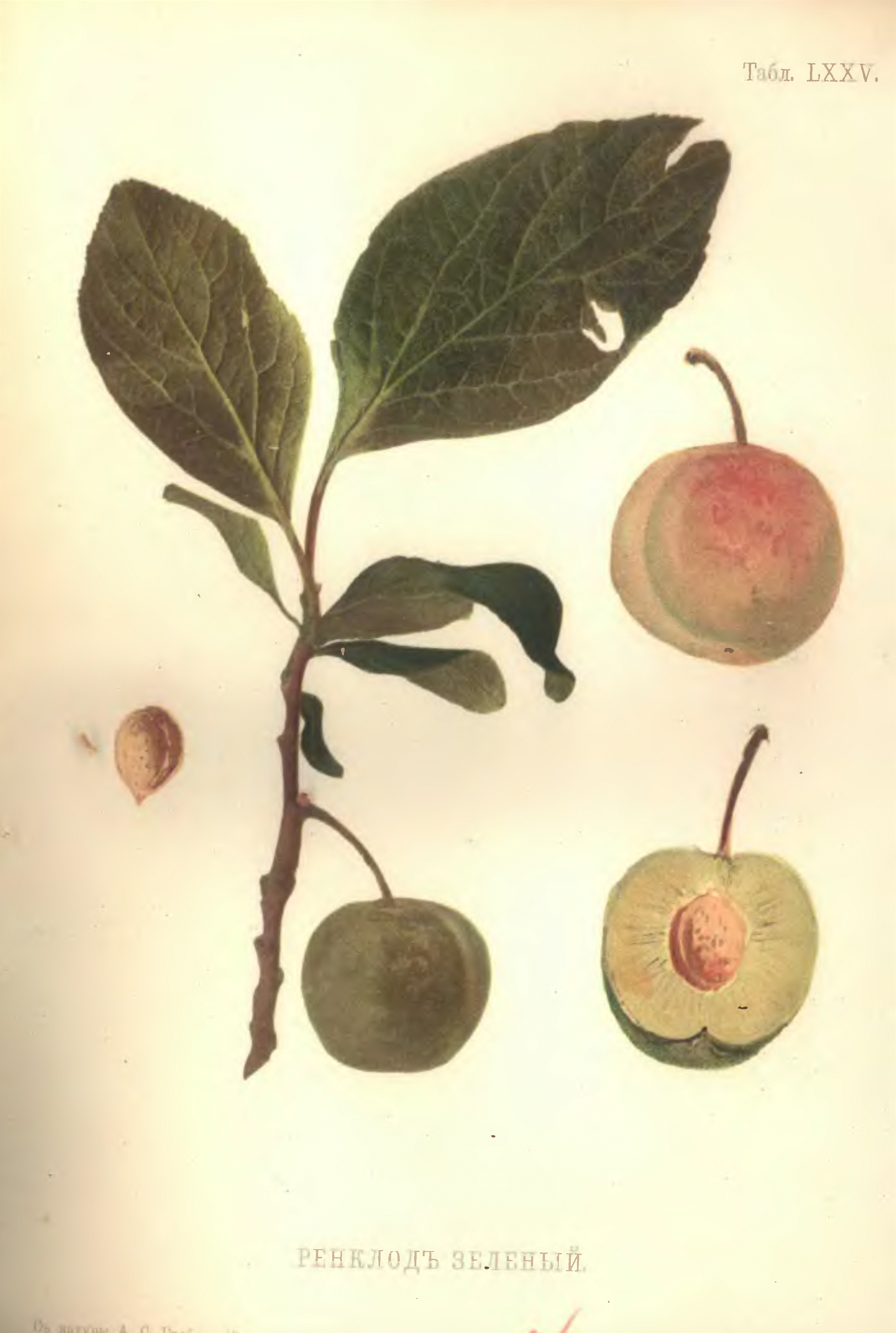
Ренклод зелений. «Атлас плодів» за редакцією Адама Гребницького, 1906

Ренклод — невелике дерево, що не перевищує 7 м у висоту, з неправильною округлою кроною. Кора сірого кольору. Молоді гілки нерідко поникають, червонувато-зелені або червоно-бурі, повстяно-опушені, потім оголюються.
Листя в обрисі зворотнояйцеподібні або еліпсоїдні, 6—12 см завдовжки і 3—6 см завширшки, шкірясті, з тупозубчастим краєм. Верхня сторона листа гола, темно-зелена, нижня — слабо опушена, особливо по жилках. Черешки близько 2 см завдовжки, бархатисті, червоні.
Квітки найчастіше поодинокі, розпускаються одночасно з появою листя. Чашолистки відігнуті, зазвичай голі. Пелюстки білого кольору. Тичинки у кількості близько 30.
Плід — куляста або яйцеподібна кістянка до 5 см в діаметрі, при дозріванні зелена, червонувато-жовта або синювата. Ендокарпій шорсткий.

## Назва
Найбільш поширені назви дерева європейськими мовами походять від французького Reine Claude — «королева Клод», що простежується принаймні з початку XVII сторіччя.
Від французького reine-Claude, скорочення від «prunes de la reine Claude» — «сливи королеви Клавдії».

## Таксономія

### Синоніми
- Prunus ambigua Poit. & Turpin, 1830, nom. illeg.
- Prunus claudiana Poir., 1804
- Prunus domestica subsp. rotunda Werneck, 1961
- Prunus domestica var. claudiana (Poir.) Pers., 1806
- Prunus domestica var. italica (Borkh.) C.K.Schneid., 1906
- Prunus domestica var. subrotunda (Bechst.) Werneck, 1961
- Prunus insititia subsp. italica (Borkh.) Asch. & Graebn., 1906
- Prunus insititia var. italica (Borkh.) Neuman, 1901
- Prunus italica Borkh., 1803
- Prunus sativa subsp. ambigua Rouy & E.G.Camus, 1900
- Prunus subrotunda Bechst., 1821
- Prunus violacea M.Roem., 1847